# Jaworzyna Wielka
Jaworzyna Wielka lub Jaworzyna (947 m) – szczyt w Beskidzie Sądeckim w Paśmie Radziejowej. Jest kulminacją bocznego grzbietu odgałęziającego się na północny wschód z Radziejowej. Od znajdującego się w tym grzbiecie po zachodniej stronie wierzchołka 890 m Jaworzynę oddziela Przełęcz Mićkowska (875 m). Stoki południowe opadają do doliny dopływu Małej Roztoki, zachodnie do potoku Magurne, we wschodnim kierunku od wierzchołka ciągnie się krótki grzbiet opadający również do Małej Roztoki, która tutaj zakręca łuk opływając grzbiet Jaworzyny. W północnym kierunku odchodzi od wierzchołka Jaworzyny do doliny Roztoczanki (Wielkiej Roztoki) krótki grzbiet zakończony szczytem Gałka. Opływają go dwa bezimienne potoki uchodzące do Roztoczanki.
Jaworzyna Wielka znajduje się w granicach wsi Roztoka Ryterska w województwie małopolskim, w powiecie nowosądeckim, w zachodniej części gminy Rytro. Zbocza Jaworzyny są przeważnie porośnięte lasem, lecz miejscami występują polany, jak na przykład usytuowana na południowym stoku Polana Maćkowska. Znajdują się tu liczne skałki.
Przez sam wierzchołek nie przebiegają szlaki turystyczne, jednak niedaleko na zachód prowadzi żółty szlak gminny z Roztoki Ryterskiej na przełęcz Żłobki.

## Szlaki turystyczne
żółty szlak pieszy: dolina Wielkiej Roztoki – Jaworzyna – Przełęcz Mićkowska – Magorzyca – Jaworzyny – przełęcz Żłobki. 3:30 h, ↓ 2:30 h.